# Рутин
Рутин, також відомий як рутозид, кверцетин-3-рутинозид або софорин — це глікозид флавонолу кверцетину, сполученого із дисахаридом рутинозою (α-L-рамнопіранозил-(1→6)-β-D-глюкопиранози). Це флавоноїд, який знаходиться у різноманітних рослинах, включаючи цитрусові.

## Поширення
Рутин — це одна із фенольних сполук, які містяться в інвазивних видах рослини Карпобротус їстівний, яка і сприяє антибактеріальним властивостям рослини.
Назва речовини походить від назви рослини, в якій також міститься рутин — рута садова.

### У їжі
Рутин — це цитрусовий глікозид флавоноїду, який міститься в багатьох рослинах, в тому числі, у гречці, у листі та черешках рослин виду Rheum rhabarbarum, і у спаржі. У насінні гречки татарської (Fagopyrum tataricum) міститься більше рутину (близько 0,8-1,7 % сухої маси), ніж у насінні гречки звичайної (0,01 % сухої маси). рутин зустрічається в плодах дерева Dimorphandra mollis (яке росте у Бразилії), у фруктах і квітках софори японської, у плодах і шкірках цитрусових (особливо в апельсина, грейпфрута, лимона і лайма) і у яблуках; у ягодах, таких як шовковиця, у ясені, плодах аронії, і ягодах журавлини. Рутин є одним із основних флавонолів, знайдених у кісточках персика. Він також міститься у витяжці зеленого чаю.
Приблизний вміст рутину у 100г продуктів (таблиця основана на даних баз Phenol-Explorer):
332 мг каперси, прянощі

45 мг чорні маслини, сирі

36 мг гречана крупа, або борошно з цільного зерна гречки

23 мг спаржа, сира

19 мг чорна малина, сира

11 мг червона малина, сира

9 мг гречані крупи, після термічної обробки

6 мг гречане борошно, очищене

6 мг зелена смородина

6 мг сливи, свіжі

5 мг чорна смородина, сира

4 мг ожина, сира

3 мг помідори-вишеньки, повністю, сирі

2 мг чорнослив

2 мг гуньба сінна, свіжа

2 мг майоран, сушений

2 мг чорний чай, витяжка

1 мг виноград, родзинки

1 мг цукіні, сирі

1 мг абрикоси, сирі

1 мг зелений чай, витяжка

0 мг яблуко

0 мг червоні порічки

0 мг зелений виноград

0 мг томати, цілі, сирі

## Хімічні родичі
Рутин, як і кверцитрин, є глікозидом флавоноїду кверцетину. Хімічні структури обох дуже схожі, і відрізняються тільки глікозидами та кількістю гідроксильних функціональних груп у цих функціональних групах. Тому і кверцетин, і рутин використовують у багатьох країнах як ліки для захисту судин, і входять до складу багатьох полівітамінних препаратів і фітопрепаратів.[джерело?]

## Роль ліганда
Рутин може взаємодіяти із катіонами, поставляючи поживні речовини з ґрунту до клітин рослин.[джерело?] У людському організмі, він приєднується до іона заліза Fe2+, запобігаючи його зв'язуванню з перекисом водню, які призводять до утворення високореактивних вільних радикалів, які можуть шкодити клітині[джерело?]. Він також є антиоксидантом[джерело?].
Крім того, експериментально було показано, що речовина інгібує судинно-ендотеліальний фактор росту у субтоксичних концентраціях, тому діє як інгібітор ангіогенезу. Ця знахідка може мати потенційне значення для контролю деяких видів раку.
Рутин показав опосередковану антидепресивну канабіноїдну активність, змодельовану на мишах проведенням тесту на вимушене плавання з обтяженням вагою. При лікуванні рутином відзначалося посилення активності СВ1 рецепторів та CB1 рецептор-взаємодіючих білків у тканинах головного мозку мишей, що мало тонізуючий ефект. Крім того, було також продемонстровано збільшення експресії пероксисомального проліфератор-активованого  рецептор-α  — коактиватора  (ПЦБ-1α) і сіртуїну 1 (ген SIRT1) у тканинах головного мозку. Об'єднуючи разом дію на канабіноїдні, РАПП-γ і опіоїдні рецептори, рутин може бути потенційним багатоцільовим фармакологічним засобом при профілактиці та лікуванні захворювань, пов'язаних з порушенням регуляції РАПП і ендоканабіноїдних систем.

## Дослідження на тваринах
У той час як докази впливу рутину і кверцетину доступні на мишах, щурах, хом'яках, і кроликах, а також у лабораторних дослідженнях, але немає безпосередніх клінічних досліджень, які б вказали на значний позитивний вплив рутину як харчової добавки для людей.
- Рутин пригнічує агрегацію тромбоцитів,[16] а також зменшує проникність капілярів, роблячи тік крові тоншою, покращуючи кровообіг.[джерело?]
- Рутин проявляє протизапальну активність у деяких тварин і в моделях in vitro.[17][18]
- Рутин пригнічує активність альдози-редуктази.[19] Ферменти альдози-редуктази[en] зазвичай присутні в оці та в інших частинах тіла. Це допомагає перетворювати глюкозу у цукровий спирт сорбітол.
- Останні дослідження свідчать, що рутин може допомогти запобігати згортанню крові, тому може бути використаний для лікування пацієнтів з ризиком виникнення серцевих нападів і інсультів.[20]
- Деякі дані також свідчать, що рутин можна використовувати для лікування геморою, варикозу і мікроангіопатії[en].[21]
- Відносно високі кількості рутину збільшують поглинання йодиду щитоподібною залозою у пацюків і знижує рівень сироваткового Т3 і Т4. Зниження рівня гормонів може бути пояснено його інгібуючим впливом на фермент Тиреопероксидазу (ТПО).[22]
- Рутин — це антиоксидант;[23] у порівнянні з кверцетином, акацетином[en], моріном, гіспідилином[en], гесперидином і нарингіном, він має володіти сильнішими властивостями.[24][неавторитетне джерело] [25] Проте, в ході інших експериментів, показники рутину були нижчими або незначно відрізнялися у порівнянні із кверцетином.[26][27]
- Рутин сприяє антиноцицептивним ефектам за участю центральних модуляцій vlPAG низхідного ланцюга частково опосередковано через опіоїдеричним механізмом[28]

Гідроксиетилрутозид — синтетичний препарат, гідроксиетильоване похідне рутину, який використовується в лікуванні хронічної венозної недостатності.

## У ветеринарній медицині
Рутин може використовуватися у ветеринарії для лікування хілотораксу у собак і кішок.

## Обмін речовин
Фермент кверцитриназу можна знайти в грибах роду Aspergillus flavus. Цей фермент стоїть на каталітичному шляху синтезу рутину.